# عرب هاردوير
موقع عرب هاردوير هو موقع تقني عربي تأسس عام 2001م، يُعد أول وأكبر موقع عربي متخصص في مجال الحاسب ومحلقاته وأجزاءه وكل ما يتعلق به من أسعار وتقييم ومراجعات وغيره، كانت بدايته عام 2001م في من خلال منتداه الشهير ثم أنشئ له في عام 2011م مجلة متخصصة، وبعدها تم تأسيس أول متجر إلكتروني عربي لبيع قطع عتاد الحاسب.

## النشأة والتاريخ
بدأت فكرة الموقع عام 1998 مع الشاب الإماراتي مبارك المهيري وقام بإنشاء الموقع عبر tripod.com المجاني ثم تم نقل الموقع إلى شبكة أشياء ashya.net واستضافوا الموقع لديهم بالمجان، وخلال تلك الفترة ظهرت المنتديات واستطاع ان يتواصل مع فريق منتدي «سوالف سوفت» الشهير وتم إنشاء قسم أسماه «عرب هاردوير» وانطلقت بواسطته، وتم إطلاق الموقع رسميا في سنة 2001، ثم تبعه المنتدى في سنة 2002.
أشتهر الموقع بكونه منتدي متخصص في مجال الكمبيوتر وملحقاته، وفي خلال السنوات اللاحقة ساهم كلا من إبراهيم حمدي ومحمد كمال بتأسيس مختبر مراجعات عام 2009 لتوفير اختبارات إلكترونية عبر مقاطع الفيديو وتقييمات لمختلف الأجهزة من خلال تقديم التوصيات ومقاطع فيديو لشرح طريقة الاستعمال للمستخدمين. في عام 2011 قام الموقع بتأسيس مجلته الإلكترونية كما قام بإصدار مجلته الأولى الرقمية وتم لاحقا إطلاق المجلة لمطبوعة في نفس العام.
وفي 2012 أعلنت عرب هاردوير عن إكتتاب عام لبيع 51% من أسهم الموقع بلغت قيمتها أكثر من مليون دولار ، وفي نفس العام قام الموقع بإطلاق متجر إلكتروني لقطع الهاردوير ليكون أو متجر من نوعه في الوطن العربي.

## أقسام الموقع

### المنتدى
بدأ منتدى عرب هاردوير في منتدى سوالف سوفت، ثم الاستقلال بمنتدى خاص وهو عرب هاردويرعام 2006، وفي بداية سنة 2010 بدأت مشاريع تطوير الموقع، ربما كان إضافة أقسام السوفتوير ثم أقسام الشهادات العلمية ثم التوسع وإضافة الأقسام التارية، ثم ظهرت العضوية التجارية والتي اتاحت مزيدا من التواصل بين البائع والمشتري.

### المجلة
مجلة عرب هاردوير الإلكترونية التي حققت في الأسبوع الأول معدل تنزيل يتجاوز 3500 مرة بشكل يوميا، بمجمل يتجاوز عن 24,500 مرة

### المتجر[5]
بدأ المتجر في عام 2012 كبوابة رئيسية لمعرفه أسعار القطع ومساعدة الجمهور في متابعة كل جديد وحديث عن طريق ربط المجلة والمنتدي سوياً مع عملية البيع أونلاين وإصال القطع مجمعة ومجهزة للعملاء.و لكن مع أزمة إرتفاع الأسعار بسبب تعويم الجنية المصري في نهاية 2016 ; قاموا بسحب المكبس عن المتجر.
لكي يعود مجدداً في الخامس عشر من سبتمبر في 2020.

## مؤتمرات
في يونيو 2011 قامت شركة جيجابايت متمثلة في مكتبها الإقليميّ بمصر بالتعاون مع شركة إنتل بعقد مؤتمر بالأسكندرية تقديم منتجات جديدة للسوق المصري، وتمت دعوة عرب هارد وير لحضور اللقاء، كما شارك عرب هاردوير في مؤتمر Web Summit وTedx الإسكندرية ومؤتمر مبادرون، كما ساهم عرب هاردوير ضمن رعاة أكبر مؤتمر لمطوري الجافا في الشرق الأوسط وأفريقيا عام 2012.

## إحصائيات
احتل الموقع عام 2013 المركز 13,761 علي العالم وفقا لاحصائيات اليكسا بواقع 37 الف زيارة يوميا. كما يوجد علي حسابه بتويتر قرابة 100 الف متابع وأكثر من مليون و250 الف معجب علي صفحته بالفيس بوك ويحتل حاليا المركز 110 لاكبر الصفحات علي مستوي مصر. أما الآن فيحتل الموقع المركز الـ 86,444 عالمياً وفقا لاحصائيات سيميلار-ويب بواقع مليون زيارة شهرية، كما يوجد علي حسابه بتويتر أكثر من 300 الف متابع وأكثر من مليون و250 الف معجب علي صفحته بالفيس بوك بالإضافة غلى 180 ألف متابع على انستجرام.

## وصلات خارجية
- موقع عرب هاردوير.
- منتدى عرب هاردوير.
- صفحة عرب هاردوير على موقع Startup Ranking